# 鹽構造
鹽構造（英語：salt tectonics）是指岩石地層序列中有厚層岩鹽導致變形。這是由於鹽的密度低，不會隨著埋而增加，而且強度低。鹽構造一般分被動和主動兩種。

#### 被動鹽構造
由重力造成。在沉積盆地内，若有早期沉積的鹽層被後期的沉積物持續增厚覆蓋，能導致重力不穩定，就會形成鹽構造。純岩鹽密度每立方米2160公斤，而一般沉積物密度通常較低，為每立方米2000公斤，但隨著加載和壓實，密度增至每立方米2500公斤，大於鹽的密度，造成上重下輕的重力不穩定。鹽層就會延覆蓋地層的構造弱點向上移動形成凸脊。凸脊的鹽由周圍鹽層提供因而形成凹陷，隨著上覆地層加厚，凸脊繼續增高，持續到周圍鹽層耗盡而形成底闢。如果原始鹽層夠厚，底闢的頂部能接近地表。	

#### 主動鹽構造
由構造活動造成。例如在伸展構造地區，斷層作用會降低上覆地層的強度並使其變薄。導致鹽層上升，在逆衝構造地區，上覆地層的灣曲將使鹽層上升到背斜的核心.